# 王元璐
王元璐（?—?），山東省濟寧直隸州人，清朝政治人物、進士出身。
光緒三十年，登進士第177名。宣統元年，補高縣知縣。